# Établissement urbain de Zelenoborski
Le territoire urbain de Zelenoborski (Городское поселение Зеленоборский) est une subdivision municipale dans l'extrême nord-ouest de la Russie, appartenant administrativement au raïon de Kandalakcha, au sud-ouest de l'oblast de Mourmansk. Son centre administratif est la commune urbaine de Zelenoborski, située à 56 km au sud de Kandalakcha.
Le territoire a été formé le 2 décembre 2004 par une loi de l'oblast de Mourmansk. Il comprend Zelenoborski (6 189 habitants en 2013), les villages de Kniajaïa Gouba (127 habitants en 2010, au nord-est de Zelenoborski) et Kovda (20 habitants en 2010), les hameaux de Poyakonda (78 habitants en 2010, 40 kilomètres au sud de Zelenoborski), de Lessozavodski (391 habitants en 2010), et les hameaux formés autour des gares ferroviaires de Kovda (37 habitants en 2010) et de Jemtchoujnaïa (2 habitants en 2010) qui est au nord de Zelenoborski.

## Transport
Le territoire est traversé du nord au sud par l'autoroute Mourmansk-Saint-Pétersbourg qui traverse Zelenoborski, ainsi que par le chemin de fer Saint-Pétersbourg-Mourmansk, dont une gare dessert Zelenoborski.

## Santé
Zelenoborski dispose d'une petite clinique de quatre-vingt-cinq lits.

## Éducation
Le territoire dispose de trois écoles primaires et moyennes pour 785 élèves, de quatre jardins d'enfants, d'un internat de correction de 25 enfants, d'une école maternelle municipale, d'une école technique, et de trois écoles secondaires pour 791 élèves.

## Localités
| Liste des localités | Liste des localités | Liste des localités | Liste des localités | Liste des localités |
| N°                  | Localité            | Statut              | Population 2010     | Population 2021     |
| ------------------- | ------------------- | ------------------- | ------------------- | ------------------- |
| 3                   | Jemtchoujnaïa       | village-gare        | 2                   |                     |
| 5                   | Zelenoborski        | commune urbaine     | 6560                | 3768                |
| 8                   | Kniajnaïa Gouba     | village             | 127                 |                     |
| 9                   | Kovda               | village             | 20                  |                     |
| 10                  | Kovda               | village-gare        | 37                  |                     |
| 14                  | Lessozavodski       | localité            | 391                 |                     |
| 19                  | Poïakonda           | localité            | 78                  |                     |